# Proagosternus ochraceus
Proagosternus ochraceus är en skalbaggsart som beskrevs av Blanchard 1851. Proagosternus ochraceus ingår i släktet Proagosternus och familjen Melolonthidae. Inga underarter finns listade i Catalogue of Life.